# イッツ・ハード
『イッツ・ハード』（It's Hard）は、イギリスのロックバンド、ザ・フーのオリジナルアルバム。1982年発表。イギリスで11位、アメリカで8位を記録。

## 解説
解散前最後の、そしてジョン・エントウィッスルおよびケニー・ジョーンズが参加した最後のオリジナルアルバムである。前作『フェイス・ダンシズ』で復活を印象付けて見せたザ・フーであったが、キース・ムーン死去後、ソロ活動が活発になり始めたピート・タウンゼントに対し、ジョーンズが「いい楽曲をソロの方に回している」と批判し、さらにそのジョーンズのドラムプレイにロジャー・ダルトリーが文句をつけるなど、バンド内の亀裂が徐々に明るみに出始めた。メンバーの不仲に加え、妻との関係も悪化していたタウンゼントは、1度は断ったドラッグに再び手を出すようになり、1981年9月には一時心肺停止になるほどの深刻な状況にまで陥った。リハビリを経て回復はしたものの、バンドの終焉はもはや誰の目から見ても明らかだった。4作目のソロアルバム『チャイニーズ・アイズ』の制作を終えたタウンゼントは、アメリカでの配給先であるワーナー・ブラザースともう1枚ザ・フーのアルバムを作るという契約を消化するために、新作アルバムの制作に着手する。
プロデューサーに旧知のグリン・ジョンズを迎え、1982年6月より、サリー州にあるジョンズ所有のターン・アップ・ダウン・スタジオでレコーディングを開始する。ゲストには前々作『フー・アー・ユー』（1978年）にも参加したアンディ・フェアウェザー・ロウに加え、アメリカのピアニスト、ティム・ゴーマンも加わった。ゴーマンの起用はキーボードに加えシンセサイザーを扱えたこともあった。彼は直後の「フェアウェル・ツアー」にも参加している。なお、『チャイニーズ・アイズ』発表に合わせたインタビューで、タウンゼントはザ・フーの解散と、次にリリースされるアルバムが最後になることを明言しており、本作制作時にはバンドの解散は決定事項だったと思われる。
本作発表時のインタビューで、タウンゼントは「俺がバンドのために書いた曲は、すごく上手くいったと思うよ」「新作はザ・フーのこれまでの作品の中でも一番攻撃的だ」と本作に対する自信をのぞかせたが、ダルトリーは本作を嫌っており、1994年のインタビューで、本作完成時タウンゼントに「こんなゴミは出すべきじゃない」と言い放ったことを明かしている。
本作からは「アセーナ」、「エミネンス・フロント」、「イッツ・ハード」の3枚がシングル・カットされ、このうち「アセーナ」はアメリカで28位まで上昇し、バンド最後（2022年時点）のアメリカでのトップ40ヒットとなった。パッケージはシングルスリーヴ。表ジャケットは、ピンボールの代わりにコンピューターゲームに夢中になる少年をバックに、それぞれ異なった方向に視線を向けて佇むメンバーを写したものである。裏ジャケットのメンバーの絵は、当時最新鋭のコンピューターグラフィックを用いて描かれた。アートワークを担当したのは、ダルトリーのいとこのグレアム・ヒューズ。前作に引き続き、内袋に歌詞とクレジットが記載されている。

## 評価
『イッツ・ハード』は1982年9月にリリースされたが、イギリスでは『セル・アウト』（1967年）以来15年ぶりにトップ10入りを逃した。アメリカでは8位につけたものの、『トミー』（1969年）以来獲得し続けたプラチナディスクに届かず、ゴールド認定にとどまっている。
批評家筋からの評価もおおむね否定的なものが多く、ローリングストーン誌は「アルバム全体にグループの再燃した絆と再発見された価値観が伝わってくるような活気に満ち溢れている」と好意的に評したが、オールミュージックでは「印象に残るメロディーとエネルギーがほとんどない」、ロバート・クリストガウからは「古典的なひどいイギリスのアートロックに最も近いもの」などと手厳しく批評された。本作のリリースから間もなく、バンドは「フェアウェル・ツアー」を開催、12月17日のトロント公演を最後に、ザ・フーはその歴史に一旦終止符を打った。バンドは3年後のライヴ・エイドで再結成され、1989年から本格的にツアー活動を再開するが、新作アルバムが制作されるのは、本作から24年後のことになる。

## リイシュー
1997年、リミックス/リマスターCDがリリースされる。ボーナストラックには、解散前最後のライヴとなった1982年12月16日のトロント公演から4曲が収録された。2011年、オリジナルのマスターテープから起こされたリマスター版が日本限定でリリースされる（紙ジャケット仕様）。リマスタリングはいずれもジョン・アストリーが担当。

## 収録曲
※特記なき限り、作詞作曲はピート・タウンゼント。
| #  | タイトル                                                            | 作詞 | 作曲・編曲 | 時間 |
| -- | ------------------------------------------------------------------- | ---- | ---------- | ---- |
| 1. | 「アセーナ - Athena」                                               |      |            | 3:46 |
| 2. | 「イッツ・ユア・ターン - It's Your Turn」(ジョン・エントウィッスル) |      |            | 3:39 |
| 3. | 「クックス・カウンティー - Cooks County」                           |      |            | 3:51 |
| 4. | 「イッツ・ハード - It's Hard」                                      |      |            | 3:47 |
| 5. | 「デンジャラス - Dangerous」(エントウィッスル)                      |      |            | 3:36 |
| 6. | 「エミネンス・フロント - Eminence Front」                           |      |            | 5:39 |

| #   | タイトル                                                                     | 作詞 | 作曲・編曲 | 時間 |
| --- | ---------------------------------------------------------------------------- | ---- | ---------- | ---- |
| 7.  | 「戦争は知らない - I've Known No War」                                       |      |            | 5:56 |
| 8.  | 「ワン・ライフズ・イナフ - One Life's Enough」                               |      |            | 2:22 |
| 9.  | 「ワン・アット・ア・タイム - One at a Time」(エントウィッスル)               |      |            | 3:20 |
| 10. | 「ホワイ・ディド・アイ・フォール・フォー・ザット - Why Did I Fall for That」 |      |            | 3:56 |
| 11. | 「ア・マン・イズ・ア・マン - A Man Is a Man」                                |      |            | 3:56 |
| 12. | 「クライ・イフ・ユー・ウォント - Cry If You Want」                           |      |            | 5:18 |

| #   | タイトル                                                          | 作詞 | 作曲・編曲 | 時間 |
| --- | ----------------------------------------------------------------- | ---- | ---------- | ---- |
| 13. | 「イッツ・ハード(ライヴ) - It's Hard (Live)」                     |      |            | 4:56 |
| 14. | 「エミネンス・フロント(ライヴ) - Eminence Front (Live)」          |      |            | 5:37 |
| 15. | 「デンジャラス(ライヴ) - Dangerous (Live)」                       |      |            | 3:48 |
| 16. | 「クライ・イフ・ユー・ウォント(ライヴ) - Cry If You Want (Live)」 |      |            | 7:12 |

## パーソナル
※リイシューCD記載のクレジットに準拠
ザ・フー
- ロジャー・ダルトリー - リード&バッキングボーカル
- ジョン・エントウィッスル - ベース、金管楽器、シンセサイザー（#5、#9）、バッキングボーカル、リードボーカル（#9）
- ケニー・ジョーンズ - ドラムス
- ピート・タウンゼント - ギター、キーボード、シンセサイザー（#6）、バッキングボーカル、リードボーカル（#6）、共同リードボーカル（#1、#3）

参加ミュージシャン
- アンディ・フェアウェザー・ロウ - リズムギター（#2）
- ティム・ゴーマン - シンセサイザー、オルガン（#5）、エレクトリックピアノ（#6）

スタッフ
- グリン・ジョンズ - プロデューサー、レコーディング・エンジニア
- ジョン・アストリー、アンディ・マクファーソン、ボブ・ラドウィック - リイシューCDプロデューサー、リミックス、リマスタリング
- ビル・カービシュリー、ロバート・デューセンバーグ、クリス・チャールズワース - リイシューCDエグゼクティヴ・プロデューサー
- グレアム・ヒューズ - 写真撮影、カバー・デザイン
- リチャード・エヴァンズ - リイシューCDアート・ディレクター

## ヒットチャート

### 週間チャート
| Chart                 | Peak Position |
| --------------------- | ------------- |
| オーストラリア        | 55            |
| オランダ              | 43            |
| ノルウェー            | 28            |
| スウェーデン          | 47            |
| アメリカBillboard 200 | 8             |
| 全英アルバムチャート  | 11            |

### ゴールドディスク
| 国                    | 認定     |
| --------------------- | -------- |
| カナダ (Music Canada) | ゴールド |
| アメリカ合衆国（RIAA) | ゴールド |